# Anthocercis ilicifolia
Anthocercis ilicifolia är en potatisväxtart. Anthocercis ilicifolia ingår i släktet Anthocercis och familjen potatisväxter.

## Underarter
Arten delas in i följande underarter:
- A. i. caldariola
- A. i. ilicifolia